# Albert Behrens
Albert Behrens (* 7. Oktober 1891 in Hannover; † 6. April 1976 in Wennigsen) war ein deutscher Politiker (SPD).

## Leben
Albert Behrens wurde als Sohn eines Bäckers geboren. Nach dem Besuch der Volksschule in Hannover absolvierte er eine Lehre als Metallarbeiter und war anschließend in diesem Beruf tätig. Er trat in die SPD ein, war Anfang der 1930er Jahre Vorsitzender des SPD-Bezirkes Hannover und von 1932 bis 1933 Gauleiter des Hannoverschen Reichsbanners Schwarz-Rot-Gold. Außerdem war er nichtständiges Mitglied des Reichsversicherungsamtes.
Im Mai 1928 wurde er als Abgeordneter in den Preußischen Landtag gewählt, dem er ohne Unterbrechung bis Juni 1933 angehörte. Im Parlament vertrat er den Wahlkreis 16 (Süd-Hannover).
Während der Zeit des Nationalsozialismus war Behrens politischer und staatspolizeilicher Repression ausgesetzt. Er wurde 1933 kurzzeitig in „Schutzhaft“ genommen und nach seiner Entlassung von der Gestapo überwacht. Im August 1944 wurde er im Rahmen der „Aktion Gitter“ erneut verhaftet, zunächst in das Gestapo-Gefängnis Ahlem gebracht und von dort aus in das KZ Neuengamme überstellt.
1965 verlegte er seinen Wohnsitz von Hannover nach Wennigsen.